# Órgano de la Basílica de Nuestra Señora de la Merced (Yarumal)

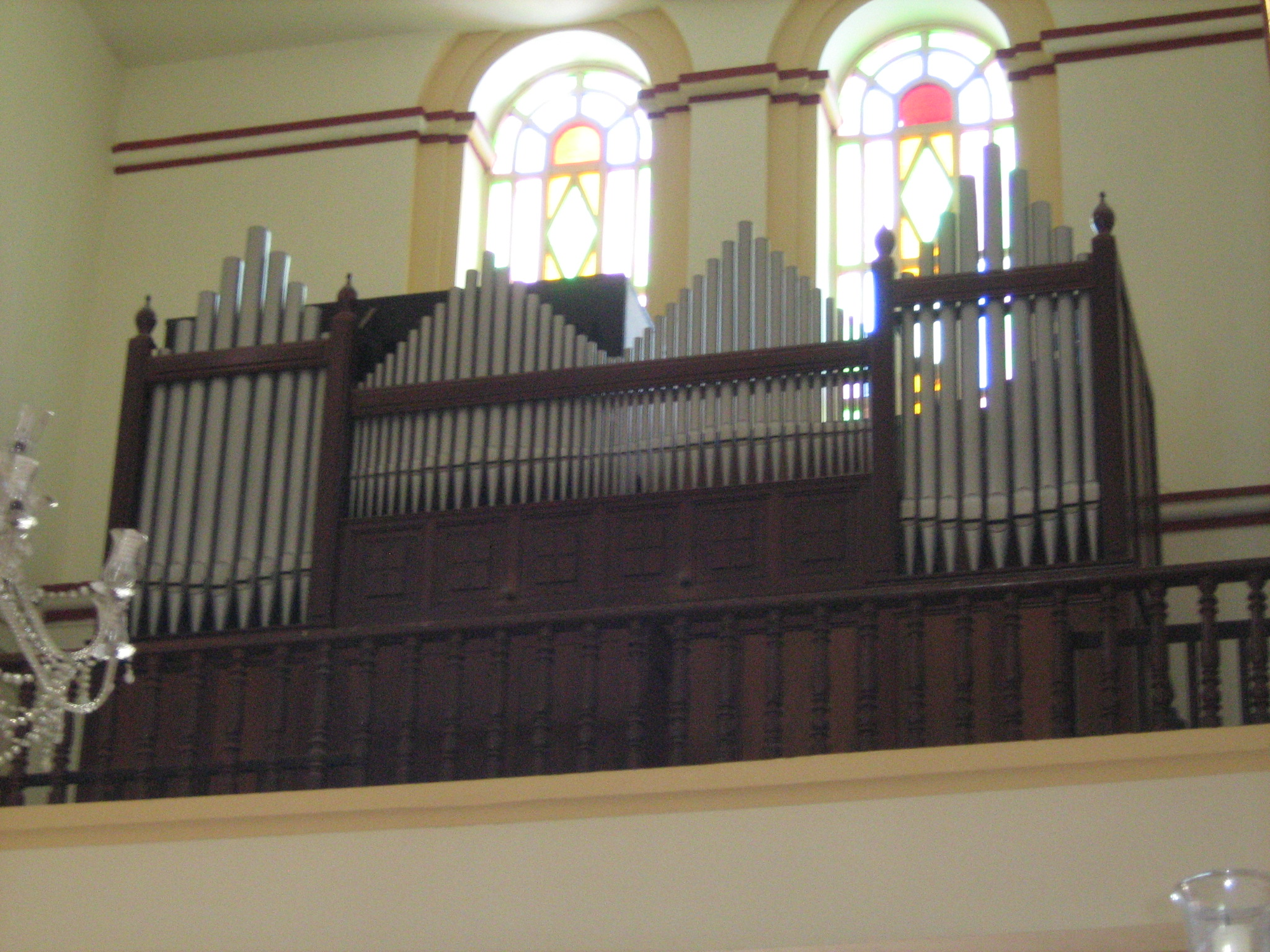
Órgano E.F. Walcker de la basílica ubicado en el coro alto. Con 1.020 tubos es una orquesta que imita trompetas, bombardas, oboes, clarinetes, flautas y voces humanas.

El órgano de la Basílica de Nuestra Señora de la Merced es el órgano tubular de dicha iglesia colombiana, ubicada en el municipio de Yarumal, Antioquia. El instrumento fue fabricado en Alemania por la casa organera Walcker en la ciudad de Ludwigsburg, en 1962 con el Opus 4431 y su sistema actual de 16 juegos o registros, una consola con dos teclados manuales y un teclado que se toca con los pies (pedalero); pesa 4 toneladas aprox. 

## Historia
El interés por adquirir un instrumento musical para acompañar las celebraciones religiosas se remonta al año de 1880, en el cual el padre Aldemar Palacio recibió con fecha 3 de junio una carta de Jesús María Rodríguez, Provisor del obispo de Antioquia, en la que hacía referencia a lo necesario de que todas las iglesias de la diócesis cuenten con un instrumento musical y por tal razón ordenaba que se comprara un órgano. Pero por las dificultades económicas de la construcción del templo se pospuso la adquisición.
El 11 de octubre de 1900, el pbro. Emigdio A. Palacio informó a la Junta de los Trabajos del Templo de la necesidad de adquirir un instrumento musical. Dicho gasto le correspondía a la Junta de Fábrica, pero como ésta se hallaba sin capacidad económica, se resolvió, por unanimidad, ayudarla con la cantidad de hasta mil quinientos pesos, que se darían una vez se hubiera adquirido el instrumento.
Tiempo después, en 1947, el pbro. Francisco Gallego Pérez adquirió por la cantidad de siete mil pesos un órgano Hammond, que fue inaugurado el 16 de julio por el maestro Cabral pero la solemne bendición se realizó el domingo 14 de septiembre a las seis de la tarde por el cura párroco.

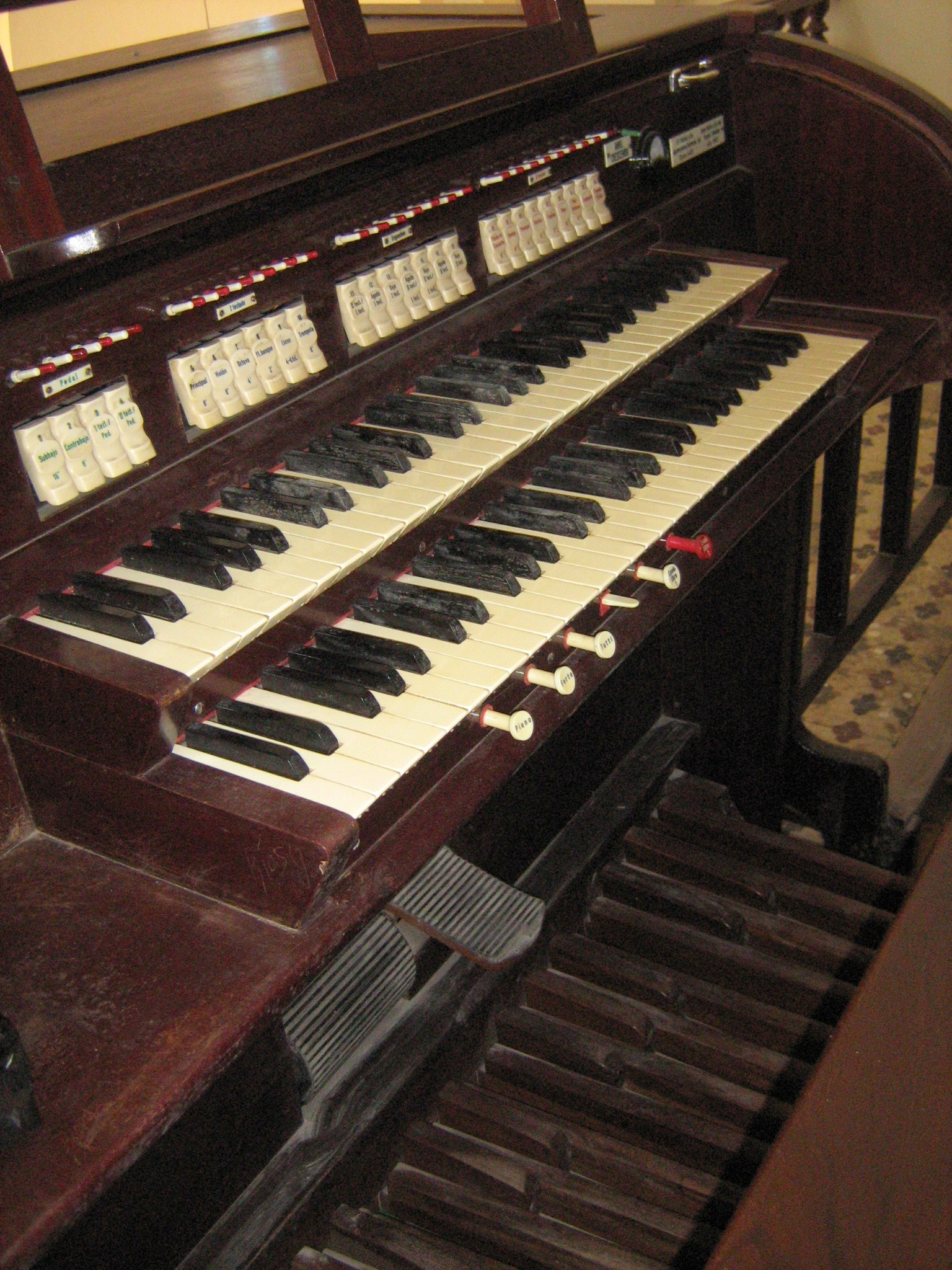
Consola del órgano, se compone de 17 juegos o registros (sonidos) repartidos en dos teclados manuales cada uno con 61 notas y un tercer teclado que se toca con los pies para los bajos graves.

El actual órgano tubular fue obtenido por el párroco Efraím Jiménez a la casa Oskar Binder & Cia. Ltda. de la ciudad de Bogotá, representante exclusivo para Colombia de la casa Walcker Orgelbau, de Ludwigsburg, Alemania. Esta empresa fue fundada en 1785 y cuenta con experiencia en la construcción de este tipo de órganos para climas tropicales. Para realizar la cotización un delegado de la firma vendedora se trasladó a Yarumal para estudiar el estilo y la acústica de la iglesia, por lo cual sugirió un órgano tubular de 16 juegos o sea de 1020 tubos en total. El valor fue de 102.000 pesos pagaderos en tres años. Así en febrero de 1961 concederían 15.000 pesos como cuota inicial al firmar el contrato, 20.000 pesos al llegar el instrumento a puerto colombiano, lo que se demoraría alrededor de seis meses, 15.000 pesos en febrero de 1962, 30.000 pesos al entregar el órgano funcionando y 2.000 pesos en once mensualidades consecutivas a partir de diciembre de 1962. El padre Jiménez solicitó autorización al obispo Miguel Ángel Builes, y el prelado dio la aprobación y además, felicitó al cura por la iniciativa.
El 19 de febrero de 1961 fue firmado el contrato por los pbro. Jiménez y Benedicto Soto Mejía, (este último en calidad de mayordomo de fábrica), y por el organero Oskar Binder de la casa vendedora, la misma que modificó y amplió el órgano tubular de la Catedral Primada de Colombia. Un órgano de la misma marca, pero tres veces mayor (3.478 flautas y de 17 toneladas) fue colocado en la Catedral Metropolitana de Medellín, y otro, con 70 flautas menos que el de Yarumal, lo adquirió el obispo de Antioquia, Guillermo Escobar Vélez para la Catedral de Santa Fe de Antioquia.
El órgano tubular, con un peso de cuatro toneladas, fue despachado de Bogotá por la vía de Sonsón, el 6 de marzo de 1963. Arribó a Yarumal el día 9 de ese mismo mes a la 1:45 p. m. y lo metieron a la basílica por la "Puerta del Perdón". Su instalación comenzó el día 11, a cargo del organero Oskar Binder y su estreno fue el 19 de marzo, día de San José. El instrumento recibió bendición, desde el púlpito, antes de iniciar la liturgia, el domingo 24 de marzo, por el obispo Miguel Ángel Builes. En ese acto se entonó la "Salve a la Virgen de las Mercedes" y al terminar se cantó la oración de la misa del 24 de septiembre, correspondiente a la Santa Patrona. Acto seguido, el padre Santiago López Palacios celebró la misa.
Además, el órgano Hammond fue vendido por la cantidad de 25.000 pesos para la Capilla del Seminario Conciliar de Santa Rosa de Osos. Fue retirado de Yarumal el 19 de abril de 1963 por los Pbros. Leonardo Lopera M., tesorero de la diócesis, y Roberto Lopera, profesor y ecónomo de los seminarios Eudista y Conciliar. Le tocó hacer la entrega al padre Gonzalo Palacio P. en representación y por orden del párroco, quien se hallaba ausente. Como prueba del perfecto estado en que se efectuaba la entrega y como homenaje al sacerdote que hizo tanto por la decoración y dotación del templo, el corista Donato Ríos Zapata interpretó en este instrumento el "Himno al padre Jiménez".

## Características
Técnicamente, el órgano E.F. Walcker Opus 4431 se compone de 16 juegos o registros (sonidos) repartidos en dos teclados manuales cada uno con 61 notas y un teclado que se toca con los pies (pedalero) que sirve para los bajos graves. Todos los teclados están dispuestos en una consola, la cual está separada y puesta delante del órgano con vista al altar mayor. Estos teclados hacen sonar un total de 1.020 flautas de muy variada longitud y calibre. En sí, el órgano es una orquesta con instrumentos como trompetas, bombardas, oboes, clarinetes, flautas y voces humanas. La madera es de caoba, barnizada e inmunizada. El órgano funciona con un ventilador eléctrico y una dínamo de 14 voltios de corriente continua acoplada con su motor. Entre los 32 órganos que existen en Antioquia, el de la basílica es el octavo en tamaño y sonoridad.

## Disposición
A continuación se enlista la disposición de registros del órgano.
| I Teclado (61 notas) |                  |           |  |
| 01.                  | Principal        | 8'        |  |
| 02.                  | Violón           | 8'        |  |
| 03.                  | Octava           | 4'        |  |
| 04.                  | Flauta de bosque | 2'        |  |
| 05.                  | Lleno            | 3 hileras |  |
| 06.                  | Trompeta         | 8'        |  |

| II Teclado (61 notas) |                                       |                                       |
| 07.                   | Flauta de concierto                   | 8'                                    |
| 08.                   | Gamba                                 | 8'                                    |
| 09.                   | Prestant                              | 4'                                    |
| 10.                   | Ocarina                               | 4'                                    |
| 11.                   | Flautino                              | 2'                                    |
| 12.                   | Oboe                                  | 8'                                    |
| 13.                   | Voz Humana                            | 8'                                    |
| 14.                   | Campanas con 25 notas de sol a sol''' | Campanas con 25 notas de sol a sol''' |
|                       | Tremolo II teclado                    |                                       |

| Pedal (30 notas) |            |                          |
| 15.              | Subbajo    | 16' Persianas II teclado |
| 16.              | Contrabajo | 08'                      |

La numeración no se corresponde con el orden del instrumento.